# OpenBabel
Le logiciel libre OpenBabel est un système expert principalement utilisé dans des applications de chemo-informatique pour la conversion de fichiers de structures chimiques. Ce logiciel est disponible pour Windows, Unix, et Mac OS. Il est distribué sous licence GNU GPL.
L'objectif du projet scientifique Open Babel est d'offrir aux utilisateurs et aux développeurs un ensemble de programmes et de bibliothèques logicielles multiplate-forme conçu pour la modélisation moléculaire, la chimie et de nombreux domaines connexes, tel que la conversion de format de fichiers et de données.

## Historique
OpenBabel et JOELib sont dérivés de la bibliothèque logicielle OELib. OELib était basé sur des concepts issus du programme Babel et de la  bibliothèque logicielle Obabel.

## Principales fonctionnalités
- Système expert de chimie
- Interconvertion de nombreux formats de fichiers de données chimiques.
- Recherche de sous-structures (basée sur les descripteurs SMARTS)
- Calcul d'empreintes binaires
- Adaptateur Python
- Adaptateur Perl